# The Sunshower
「The Sunshower」（ザ・サンシャワー）は、日本の女性シンガー、亜咲花の7thシングルである。2020年1月29日にMAGES.より発売された。

## 概要
表題曲「The Sunshower」は、テレビアニメ『ゆるキャン△』第1期のオープニングテーマに起用された「SHINY DAYS」に続いて、同シリーズのショートアニメ『へやキャン△』の主題歌として起用された。作詞・作曲は第1期のエンディングテーマ「ふゆびより」を担当した佐々木恵梨。ショートアニメの都合上、実際のアニメではサビの部分のみ使用されている。
カップリング曲は「Isn’t It Fun?」と「1000miles」。前者はアニメ『ゆるキャン△』の劇伴を制作した立山秋航が作編曲を担当。同シリーズのイメージソングとして、フリューのYouTubeのアニメチャンネルで公開されているダイジェスト「ゆるキャン△ 活動記録映像」のBGMに起用された。後者は亜咲花の作詞による書き下ろしの新曲。
販売形態はへやキャン△盤（アニメ盤）と通常盤の2つがある。へやキャン△盤ではオリジナルミニドラマ「AFTERSCHOOL」が収録されているほか、DVDの特典映像として「The Sunshower」のミュージック・ビデオおよびメイキング映像が収録されている。またアニメのキャラクターの各務原なでしこ、大垣千明、犬山あおい描き下ろしイラストのジャケット仕様となっている。

## 楽曲解説

### 「The Sunshower」
学生時代の特別な時間を大人になっても忘れないでいたい、という思いを歌っている。曲調はミディアムテンポで、穏やかな中に切なさが混じるAメロ・Bメロから、ソウルフルなサビに変化する。楽曲制作は最初から佐々木恵梨で確定していたわけではなく、亜咲花がいくつかの候補の中から偶然選んだ結果である。選んだ決め手は、アニメのラストにサビだけ流れる点から、短時間で作品の雰囲気を伝えることができ、かつ亜咲花らしさを出せること、盛り上がりすぎず、サビだけでも成立するインパクトを持っていることであった。佐々木は20歳を迎えた亜咲花に対して「子供から大人に変化する一生に一度の感覚を忘れないで」というメッセージを込めたという。コーラス箇所では佐々木も参加している。
ミュージック・ビデオはアニメの舞台である山梨県のキャンプ場（本栖湖・西湖）で撮影された。映像は亜咲花のソロキャンプで構成されている。亜咲花は自らテントを組み立て、焚き火で料理をしており、インタビューでこれが初めてのキャンプであったことや、キャラクターの志摩リンを意識して髪型をお団子ヘアにしたことを語っている。
2021年8月11日に発売されたセカンドアルバム『Pontoon』に初収録された。

### 「Isn’t It Fun?」
立山秋航が作編曲した「Isn’t It Fun?」（イズント・イット・ファン）は「The Sunshower」と同様、亜咲花が候補の中から選んだ曲である。2019年9月27日に公開されたダイジェスト「ゆるキャン△ 活動記録映像」で使用された。ダイジェスト映像は歌詞とマッチする形で編集されている。その後、11月24日に開催された「ゆるキャン△音楽会2019」で「The Sunshower」とともに披露された。
2021年8月11日に発売されたセカンドアルバム『Pontoon』に初収録された。

### 「1000miles」
「1000miles」（サウザンドマイルズ）は亜咲花が作詞した。久しぶりに会ってドライブする親友たちを歌っている。他の2曲が『ゆるキャン△』関連の楽曲ということもあり、10年後、大人になった志摩リンと各務原なでしこが一緒にドライブしている姿を想像して作詞したという。季節のイメージは夏であり、アップテンポで爽やかな曲調の楽曲に仕上がっている。

## 「AFTERSCHOOL」
各務原なでしこ（CV：花守ゆみり）、鳥羽美波（CV：伊藤静）によるオリジナルミニドラマ。へやキャン△盤のみ収録。内容は「The Sunshower」を紹介するものになっている。

## 収録曲
| #         | タイトル                                                                                                | 作詞         | 作曲               | 編曲      | 時間  |
| --------- | --- | ------------ | ------------------ | --------- | ----- |
| 1.        | 「AFTERSCHOOL」(『へやキャン△』オリジナルミニドラマ。出演：各務原なでしこ、鳥羽美波。へやキャン△盤のみ) |              |                    |           | 4:24  |
| 2.        | 「The Sunshower」(テレビアニメ『ゆるキャン△ SEASON2』EDテーマ)                                          | 佐々木恵梨   | 佐々木恵梨         | 中村ヒロ  | 4:30  |
| 3.        | 「Isn’t It Fun?」                                                                                       | 雨野どんぐり | 立山秋航、宮原康平 | 立山秋航  | 4:41  |
| 4.        | 「1000miles」                                                                                           | 亜咲花       | Yocke              |           | 3:55  |
| 5.        | 「The Sunshower（off vocal）」                                                                          |              |                    |           | 4:30  |
| 6.        | 「Isn’t It Fun?（off vocal）」                                                                          |              |                    |           | 4:39  |
| 7.        | 「1000miles（off vocal）」                                                                              |              |                    |           | 3:53  |
| 合計時間: | 合計時間:                                                                                               | 合計時間:    | 合計時間:          | 合計時間: | 30:32 |

| #  | タイトル                                | 作詞 | 作曲・編曲 |
| -- | --------------------------------------- | ---- | ---------- |
| 1. | 「The Sunshower」(ミュージック・ビデオ) |      |            |
| 2. | 「The Sunshower」(メイキング映像)       |      |            |

## 収録アルバム
| 曲名          | アルバム    | 発売日        | 備考               |
| ------------- | ----------- | ------------- | ------------------ |
| The Sunshower | 『Pontoon』 | 2021年8月11日 | スタジオ・アルバム |
| Isn‘t It Fun? | 『Pontoon』 | 2021年8月11日 | スタジオ・アルバム |